# تی‌اس‌اس منبار
تی‌اس‌اس منبار (به انگلیسی: TSS Maianbar) یک کشتی است. این کشتی در سال ۱۹۱۰ ساخته شد.